# Aeroporto Internazionale di Ketchikan
L'Aeroporto Internazionale di Ketchikan (IATA: KTN, ICAO: PAKT) è un aeroporto civile statunitense situato in Alaska sulla Gravina Island a 2 km ad ovest di Ketchikan. Situato a 28 m s.l.m., l'aeroporto è sia commerciale, con voli passeggeri prevalentemente intrastatali e un solo collegamento interstatale con Seattle-Tacoma (nessun volo internazionale nonostante il nome), sia un idroscalo per aerei idrovolanti. Dispone di un unico terminal passeggeri e una pista in asfalto con orientamento 11/29 lunga 2.286 metri e una pista su acqua per idrovolanti con orientamento Ovest-Nord-Ovest/Est-Sud-Est (ONO/ESE) lunga 2.896 metri.